# یستربی (ناحیه تشسکا لیپا)
یستربی (به چکی: Jestřebí) یک منطقهٔ مسکونی در جمهوری چک است که در ناحیه تشسکا لیپا واقع شده‌است.